# Dermatophytose
 Mise en garde médicale
Les dermatophytoses (ou dermatophyties ou dermatomycoses) sont des mycoses (infections de la peau ou des phanères dues à des champignons microscopiques filamenteux : les dermatophytes qui appartiennent à 3 genres, Trichophyton, Microsporum et Epidermophyton). La teigne en est l'une des nombreuses formes. Au début du XXIe siècle Trichophyton rubrum est le premier responsable de mycoses à dermatophytes dans le monde.
Ces champignons sont « kératinophiles », c'est-à-dire qu'ils se nourrissent de la kératine qui est la protéine fibreuse constituant la couche cornée de la peau, des poils (cheveux chez l'Homme) et des ongles (ou griffes chez l'animal). Ce sont toujours des pathogènes (ils sont absents de la flore commensale permanente ou transitoire de la peau). Les dermatophytes attaquent la peau et des phanères mais respectent toujours les muqueuses alors que les levures (Candida albicans le plus souvent) provoquent des candidoses pouvant indifféremment affecter la peau et les muqueuses.

## Ecoépidémiologie

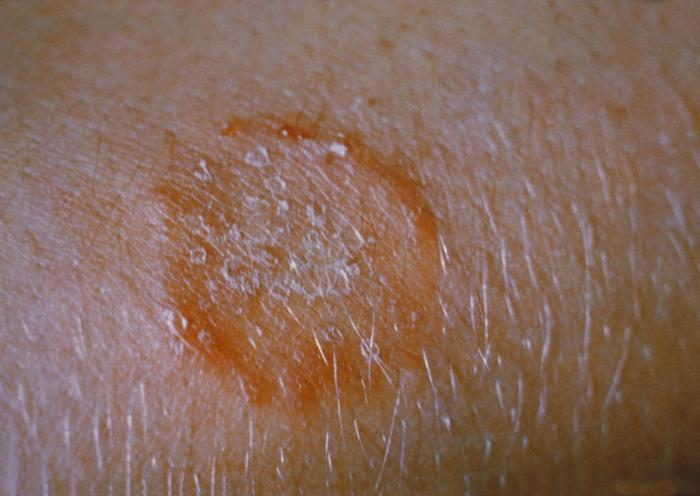
Exemple de dermatophytose par infection de teigne sur un bras.

Les dermatophytoses sont souvent zoonotiques et pourraient être confrontées à des phénomènes d'antibiorésistance, ce qui, dans le contexte d'une mondialisation des transports, invite à développer la veille épidémiologique et des approches de type One health associant à la fois des stratégies vétérinaires et de médecine humaine, notamment car les chats, chiens et rongeurs (commensaux de l'Homme) sont des porteurs fréquents de spores.
Au début du XXIe siècle, les spécialistes jugent « alarmant » le nombre croissant de cas d'onychomycose chez les enfants (le plus souvent dus à T. rubrum
). Des cas dus aux dermatophytes anthropophiles T. violaceum, T. tonsurans semblent aussi en développement notamment dans certains clubs de sports où les microtraumatismes de la peau (sur les tatamis ou autres substrats par exemple) pourraient contribuer à diffuser les infections (les teignes tinea gladiatorum capitis, et corporis). M. audouinii (en) cause encore de petites épidémies de teignes (tinea corporis, tinea capitis) dans les écoles et jardins d'enfants.
Il a été constaté que les zébus Gudali résistent aux dermatophytoses qui touchent d'autres bovins élevés dans la même région, mais cette résistance n'a pas encore fait l'objet de recherche.

## Chez l'être humain
Une étude récente a montré que la transmission interhumaine de dermatophytes (avec parfois des infections multiples) est courante – au sein du foyer domestique notamment – pour les mycoses du pied (tinea pedis) et de l'ongle (onychomycose) et que T. rubrum a une tendance plus élevée à la propagation avec un risque de contagion plus ou moins élevé selon les souches ; dans les cas de tinea pedis et d'onychomycose, une association avec la desquamation plantaire et une décoloration de la plaque unguéale a été montrée.

### Formes cliniques

#### Teignes
Les teignes sont des lésions du cuir chevelu et des cheveux ou de la peau.
- Teignes tondantes sèches
provoquent des plaques d'alopécie sur le cuir chevelu. Le bulbe du cheveu n'est pas atteint et les cheveux sont cassés courts à quelques millimètres. Elles touchent surtout les enfants avec une guérison spontanée après la puberté. Il en existe deux sortes :
  - les teignes tondantes sèches microsporiques. La plus fréquente est due à M. canis. Il existe une forme d'Extrême-Orient due à M. ferrugineum. Les plaques sont peu nombreuses (1 à 4) et de grandes tailles (4  à   7 cm),
  - les teignes tondantes sèches trichophytiques, très contagieuses. Les plaques sont beaucoup plus nombreuses et plus petites (5 mm). Le cheveu est cassé plus court.

- Teignes faviques
dues à T. schoenleinii, anthropophile, chez l'enfant et l'adulte, cosmopolite mais de plus en plus rare en France. La teigne favique, ou favus, débute par une tache érythémato-squameuse et évolue après des mois vers des plaques croûteuses et un godet favique de quelques millimètres, centré par un cheveu. La fusion de plusieurs godets réalise une croûte favique. Lorsque les cheveux tombent, ils forment une plaque d'alopécie définitive. Le favus ne guérit pas sans traitement. Cette maladie touche le cuir chevelu, mais parfois le visage[3] et d'autres régions du corps, avec des lésions « en godets ».

- Teignes suppurées
ou kérions de Celse. Rencontrées chez l'adulte et l'enfant, dues à des dermatophytes anthropo-zoophiles : T. mentagrophytes et T. verrucosum. Les kérions atteignent le cuir chevelu et les zones pileuses (notamment la barbe ou la moustache). Les cheveux ou les poils tombent mais repoussent.

#### Épidermophyties

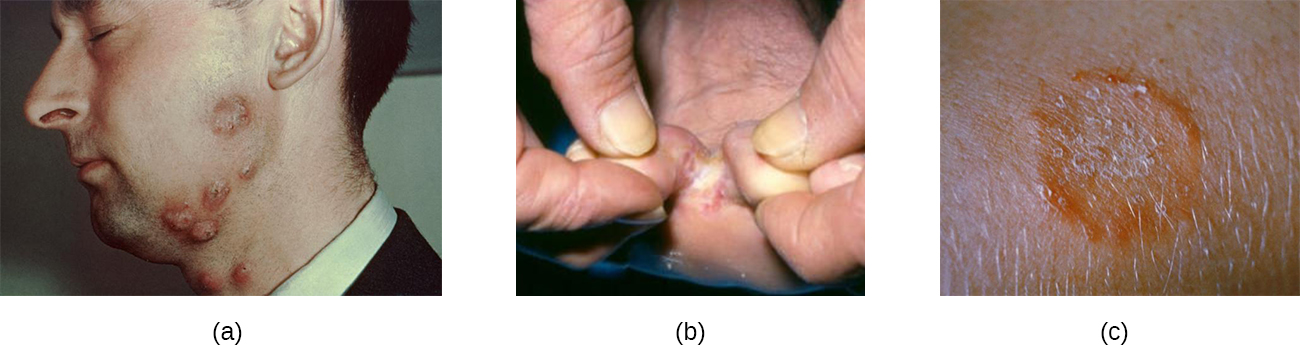
Exemples de Dermatophytoses

Les principales épidermophyties sont :
- herpès circiné (ringworm) 
C'est l'épidermophytie la plus fréquente de l'adulte et de l'enfant. La tache est érythémato-squameuse et s'étend excentriquement, la zone centrale devenant plus claire et cicatricielle, la périphérie étant rouge, squameuse ou vésiculaire[4]. Unique ou multiples. Il existe des formes cliniques trompeuses. Cette tache peut être de forme moins arrondie en cas de traitement antérieur par corticoïdes locaux qui font flamber le développement du champignon. Contrairement à ce que son nom peut laisser penser, l'herpès circiné n'a rien à voir avec le virus de l'herpès (Herpes simplex virus) ;
- l'intertrigo inguinal (parfois dénommé eczéma marginé de Hebra)
C'est une atteinte du pli inguinal (l'aine), d'aspect comparable à un herpès circiné, se présentant comme une éruption fongique. Cette affection touche en particulier l'adulte de sexe masculin. Il se manifeste par des cercles sur la peau comme un anneau et provoque une rougeur de la peau dû à l'irritation. L'intertrigo inguinal classique affecte le haut intérieur des cuisses, l'aine et la partie inférieure des fesses. Seuls les organes génitaux ne sont pas touchés ;

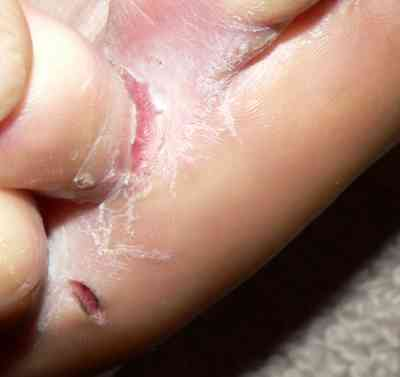
« Pied d'athlète »

- « Pied d'athlète »Ce sont des atteintes de la peau glabre pied d'athlète (ou intertrigo inter-orteils - c'est-à-dire « entre les plis des espaces inter-orteils »)
Cette zone topographique souvent négligée n'est pas à prendre à la légère. En effet, il faut savoir que les dermatophytes aiment les lieux, chauds, humides et sombres. La plupart du temps, le séchage entre les orteils est totalement oublié, or l'humidité associée à la chaleur du pied et au confinement dans la chaussure en font un bouillon de culture. L'atteinte primaire est souvent ignorée. Elle commence par une légère desquamation non douloureuse, puis progressivement devient prurigineuse, le stade final est la fissuration de l'espace interdigital qui est douloureuse et dont la principale complication est l'infection. (À ce moment, le grattage peut être la cause d'une contamination au reste du corps). Ce foyer d'infection est d'ailleurs la cause principale des onychomycoses. Il faut donc toujours penser à traiter la plante du pied et les espaces interdigitaux pour ne pas risquer une re-contamination ultérieure.
Il faut être extrêmement prudent en cas de terrain diabétique, artéritique, d'insuffisance veineuse chronique, ou en post-opératoire car les complications sont nombreuses: lymphangite, érysipèle, septicémie, nécroses des orteils.
Les mycoses des pieds sont l'une des infections les plus courantes des pieds (10 % de la population française est atteinte d'une onychomycose)[réf. souhaitée].

#### Atteintes unguéales
L'onychomycose est une lésion qui débute par une atteinte du bord libre de l'ongle, par une tache jaunâtre/ocre, d'extension lente. Elle commence habituellement par le bord latéral de l'ongle, puis donne ce que l'on appelle des fusées dermatophytiques (sorte de flèches allant du bord libre vers la matrice). Une fois la tablette unguéale entièrement atteinte, le stade final est l'onychodystrophie totale. Les onychomycoses n'évoluent jamais vers la guérison spontanée.

#### Dermatophyties
Ce sont des manifestations allergiques à distance du foyer infectieux. L'aspect est celui d'une dyshidrose, mais peut aussi ressembler à un herpès circiné, bien que l'on ne retrouve aucun dermatophyte à cet endroit (lésion appelé aussi mycétide).

### Diagnostic
Le diagnostic et le traitement doivent être précis pour éviter des surcoûts et du temps perdu.
En cas de suspicion de mycose, le prélèvement doit être systématique pour éliminer les diagnostics différentiels fréquents : traumatiques (beaucoup d'ongles de pied peuvent ressembler à s'y méprendre à une mycose et sont pourtant dus à des conflits avec le chaussant, l'avis d'un pédicure-podologue peut préciser ce diagnostic), psoriasis, problèmes vasculaires (en cas d'artérite, les ongles sont moins bien vascularisés et peuvent se décoller)… Le prélèvement mycologique doit être effectué par du personnel qualifié (biologiste, technicien de laboratoire). Un bon prélèvement permettra un traitement efficace. Le prélèvement doit être réalisé à distance de tout traitement antifongique (le traitement, s'il a été commencé doit avoir été arrêté au minimum 1 à 2 mois avant le prélèvement). Pour une atteinte cutanée, le biologiste doit gratter les squames afin de les analyser (examen direct et culture). Pour une atteinte des ongles, le biologiste doit prélever à la limite de l'ongle sain, en effet, c'est à cet endroit uniquement que le champignon pourra être trouvé. Le résultat est délivré 3 à 5 semaines après prélèvement.
Le diagnostic se fait après prélèvement(s), examen microscopique et cultures.

### Traitement
- Dans la première moitié du XXe siècle, des sels de thallium (acétate ou nitrate de thallium) soigneusement dosé, à ingérer, sous contrôle médical, ont été autrefois utilisés pour leur pouvoir de générer une alopécie permettant une épilation générale. Ce traitement était réservée aux enfants pré-pubères, bien nourris et en bonne santé, et parfois combinée à un traitement par rayons X). Mais la grande toxicité du thallium (plus toxique encore que le plomb, le mercure ou le cadmium) et de nombreux accident dus à une erreur de dosage (En 1929, A. Buschke recommandait que le médicament et l'enfant soient pesés par deux médecins et que la procédure soit en outre supervisée par un troisième pour éviter toute erreur de dosage[5], et avant la puberté), ce traitement était réputé bien toléré par l'enfant pré-pubère, mais une revue d'étude publiée en 1947 a invalidé cette assertion[6], faisant que le thallium devraient ne plus être utilisés contre les dermatophytoses.

- La griséofulvine, peu onéreuse et fongistatique sur les dermatophytes a été utilisée contre les onychomycoses à dermatophytes (ongles), sur des durées de 6 à 18 mois avec des résultats décevants et de fréquentes rechutes. De nouveaux antifongiques lui sont souvent préférés, surtout en cas d'atteinte des orteils. 
Mais pour beaucoup d'auteurs, elle reste cependant le traitement de choix des teignes. Les doses utilisées varient de 15 à 20 mg/kg/j chez l'enfant pendant 6 à 8 semaines pour la forme micronisée. Les études contrôlées font état de succès cliniques variant de 80 à 90 %. La griséofulvine est bien tolérée surtout chez l'enfant. La majorité des effets secondaires sont bénins : céphalées, troubles gastro-intestinaux, éruptions cutanées. Elle peut être photosensibilisante et présente de nombreuses interactions médicamenteuses (principalement avec le phénobarbital, les anticoagulants et les contraceptifs oraux)[7]. La dose quotidienne est de 1 g chez l’adulte et 10–20 mg·kg·j-1 chez l’enfant. C’est le seul antifongique per os ayant une autorisation de mise sur le marché et une présentation adaptée aux enfants.

Les principales substances ensuite utilisées sont : 
- la terbinafine (Lamisil)[8]
- les dérivés azolés (fluconazole[8])
- l'itraconazole[8].

## Histoire
Les dermatophytoses sont présentes depuis avant 1906, époque à laquelle la teigne était traitée avec des composés de mercure ou parfois de soufre ou d'iode. Les zones poilues étant considérées comme trop difficiles à traiter, le cuir chevelu était traité aux rayons X et suivi d'un médicament antifongique. Un autre traitement datant de la même époque était l'application de poudre d'Araroba (en).

## Autres animaux
La teigne causée par Trichophyton verrucosum (en) est une affection clinique fréquente chez les bovins. Les jeunes animaux sont plus fréquemment touchés. Les lésions sont localisées sur la tête, le cou, la queue et le périnée. La lésion typique est une croûte ronde et blanchâtre. Des lésions multiples peuvent fusionner et prendre l'aspect d'une carte.

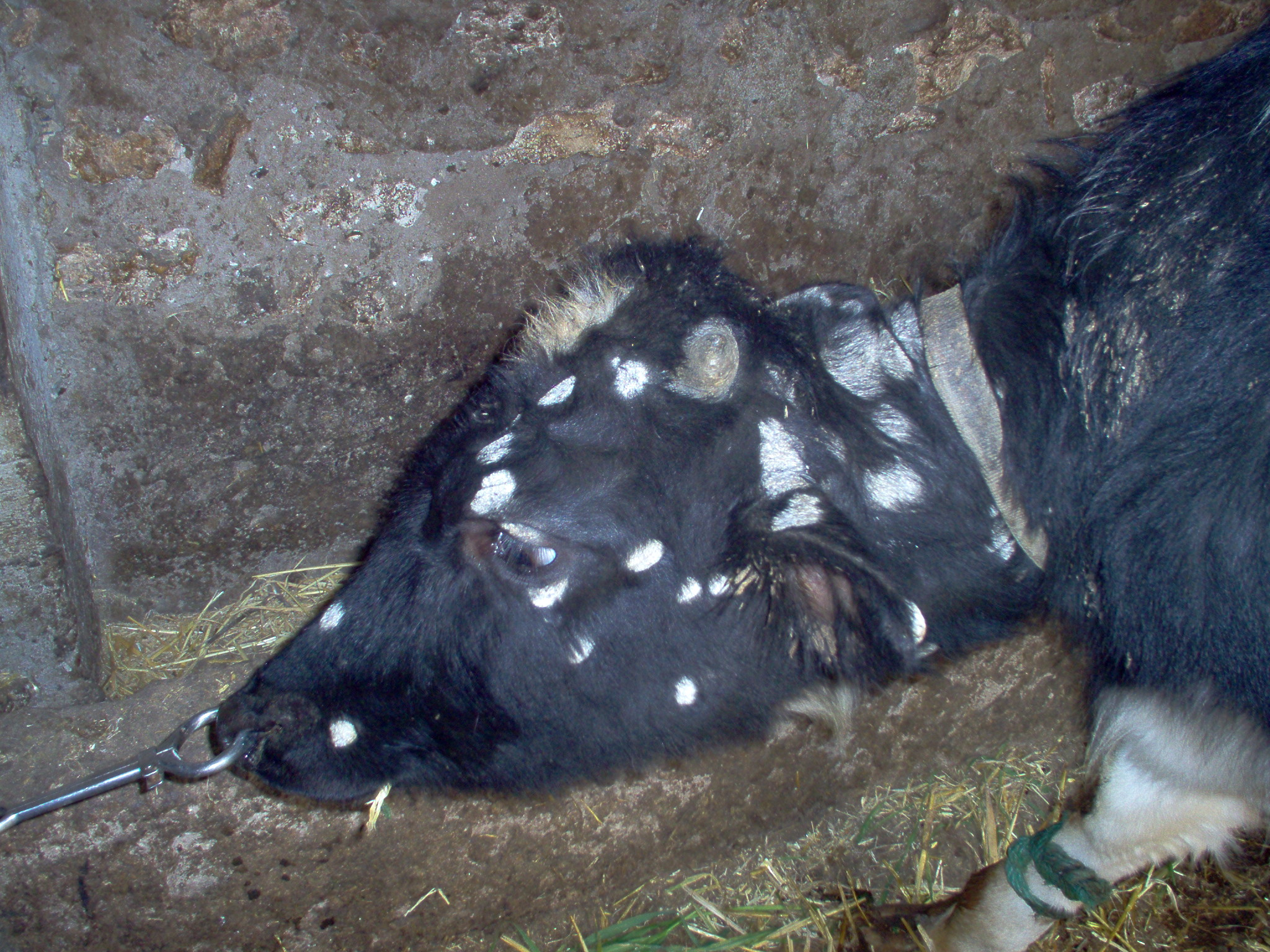
Lésions multiples, tête
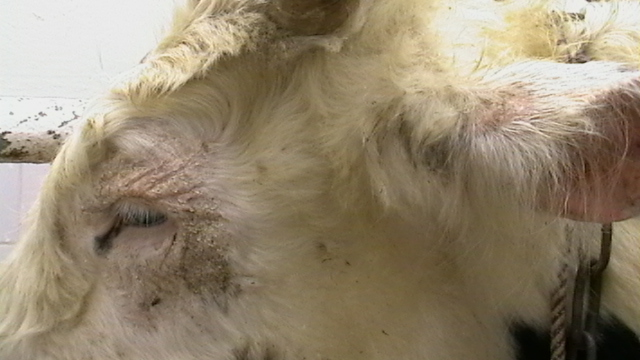
Autour des yeux et des oreilles
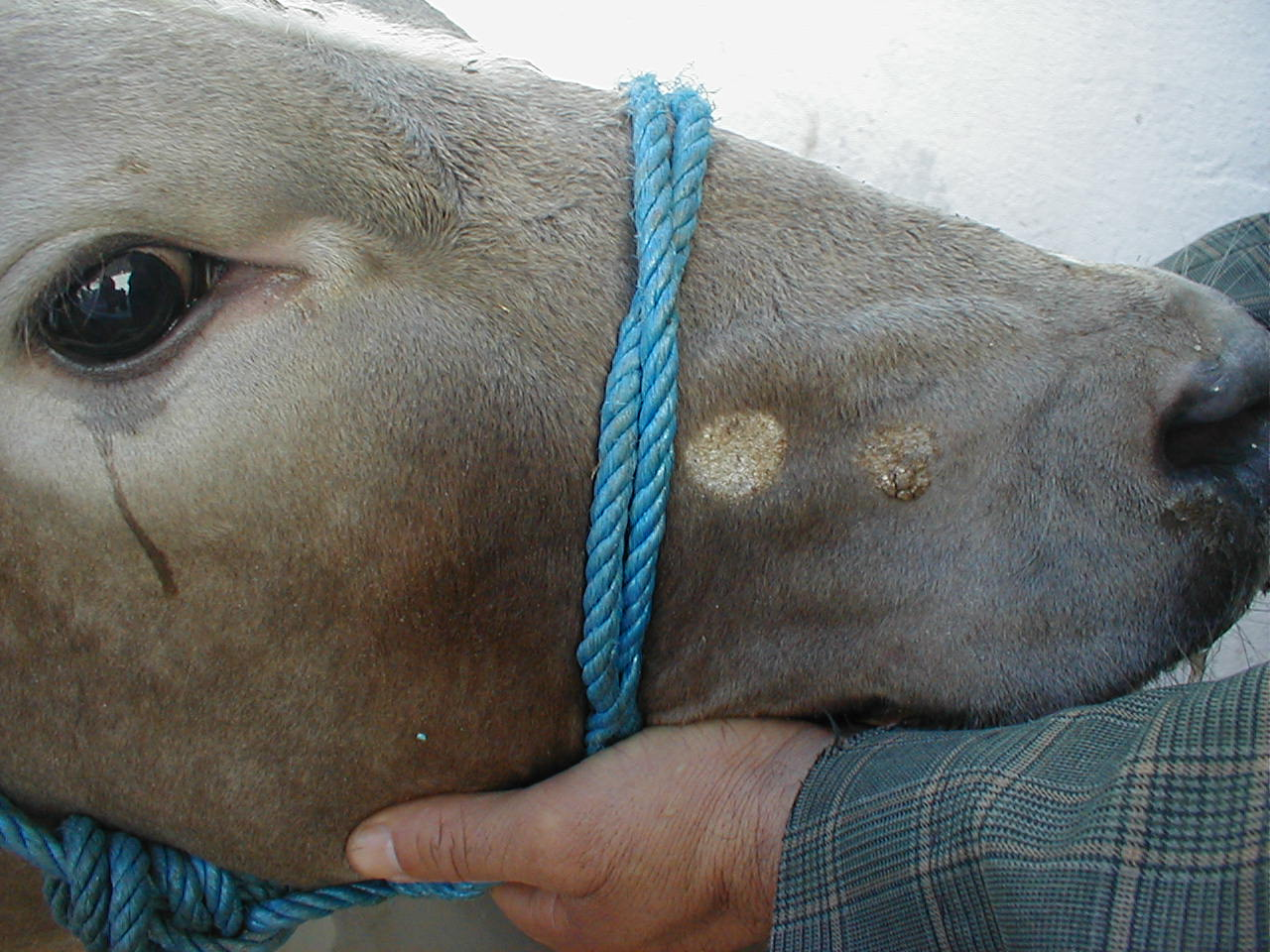
Sur les joues : lésion en croûte (à droite)
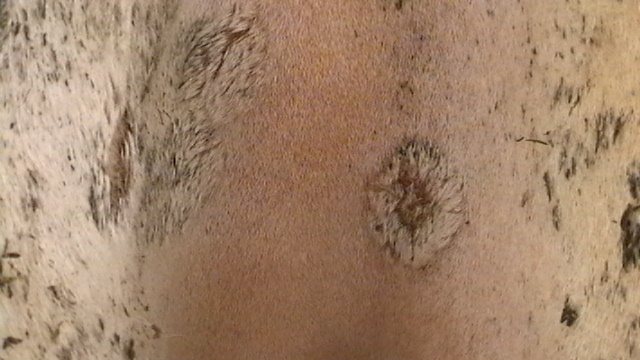
Lésions anciennes, avec repousse des cheveux
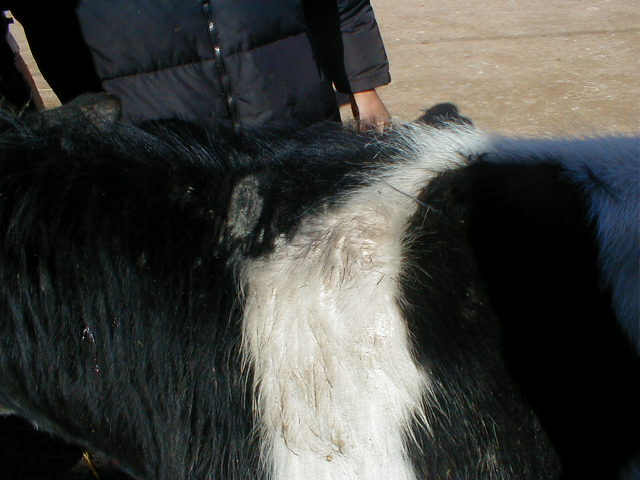
Au cou et au garrot
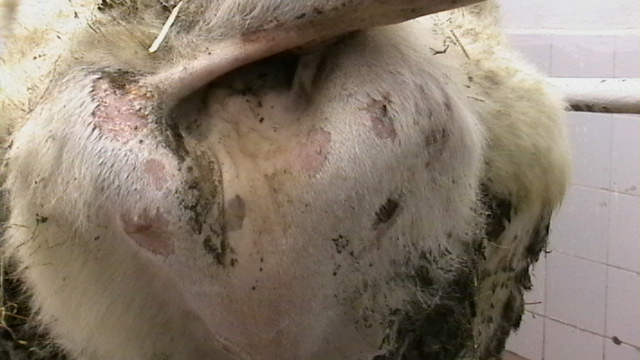
Sur le périnée

La dermatophytose est également diagnostiquée chez les moutons, les chiens, les chats et les chevaux. Les agents responsables, outre Trichophyton verrucosum, sont T. mentagrophytes, T. equinum, Microsporum gypseum, M. canis et M. nanum.
La dermatophytose peut également être présente dans l'holotype du mammifère eutriconodonte crétacé Spinolestes (en), ce qui suggère une origine mésozoïque pour cette maladie.

### Diagnostic
La teigne chez les animaux de compagnie peut souvent être asymptomatique, ce qui entraîne un état de porteur qui infecte d'autres animaux de compagnie. Dans certains cas, la maladie n'apparaît que lorsque l'animal développe une immunodéficience. Des taches circulaires nues sur la peau suggèrent le diagnostic, mais aucune lésion n'est vraiment spécifique au champignon. Des plaques similaires peuvent résulter d'allergies, de la gale sarcoptique et d'autres affections. Trois espèces de champignons sont à l'origine de 95 % des dermatophytoses chez les animaux de compagnie[réf. nécessaire] : Microsporum canis, Microsporum gypseum et Trichophyton mentagrophytes.
Les vétérinaires disposent de plusieurs tests pour identifier la teigne et les espèces fongiques qui en sont responsables :
Le test de Woods : Il s'agit d'une lumière ultraviolette avec une lentille grossissante. Seuls 50 % des M. canis apparaissent sous forme de fluorescence vert pomme sur les tiges des poils, sous la lumière UV. Les autres champignons n'apparaissent pas. La matière fluorescente n'est pas le champignon lui-même (qui n'est pas fluorescent), mais plutôt un produit d'excrétion du champignon qui adhère aux poils. La peau infectée n'est pas fluorescente.
Test microscopique : Le vétérinaire prélève des poils autour de la zone infectée et les place dans une solution de coloration pour les examiner au microscope. Les spores fongiques peuvent être observées directement sur les tiges des poils. Cette technique permet d'identifier une infection fongique dans environ 40 à 70 % des cas, mais ne permet pas d'identifier l'espèce de dermatophyte.
Test de culture : C'est le moyen le plus efficace, mais aussi le plus long, de déterminer si la teigne est présente chez un animal de compagnie. Dans ce test, le vétérinaire prélève des poils de l'animal ou des spores fongiques dans les poils de l'animal à l'aide d'une brosse à dents ou d'un autre instrument, et inocule un milieu fongique pour la culture. Ces cultures peuvent être brossées avec du ruban adhésif transparent, puis lues par le vétérinaire à l'aide d'un microscope, ou être envoyées à un laboratoire de pathologie. Les trois types de champignons communément à l'origine de la teigne des animaux de compagnie peuvent être identifiés par leurs spores caractéristiques. Il s'agit de macroconidies d'apparence différente pour les deux espèces communes de Microspora, et de microconidies typiques pour les infections à Trichophyton.
L'identification des espèces de champignons impliquées dans les infections des animaux de compagnie peut être utile pour contrôler la source de l'infection. M. canis, malgré son nom, se rencontre plus fréquemment chez les chats domestiques, et 98 % des infections de chats sont dues à cet organisme[réf. nécessaire], mais il peut également infecter les chiens et les humains. T. mentagrophytes a un réservoir majeur chez les rongeurs, mais peut également infecter les lapins de compagnie, les chiens et les chevaux. M. gypseum est un organisme du sol et est souvent contracté dans les jardins et autres lieux de ce type. Outre l'homme, il peut infecter les rongeurs, les chiens, les chats, les chevaux, les bovins et les porcs.

### Traitement

#### Animaux de compagnie
Le traitement nécessite à la fois un traitement oral systémique avec la plupart des médicaments utilisés chez l'homme - la terbinafine, le fluconazole ou l'itraconazole - et un traitement topique par trempage.
Les poils des animaux de compagnie étant généralement plus longs que ceux des humains, la zone infectée et éventuellement tous les poils longs de l'animal doivent être coupés afin de réduire la charge de spores fongiques qui s'accrochent aux poils de l'animal. Toutefois, il n'est généralement pas nécessaire de raser de près, car les entailles dans la peau favorisent l'aggravation de l'infection cutanée.
Un bain bihebdomadaire de l'animal avec une solution diluée de chaux et de soufre est efficace pour éradiquer les spores fongiques. Ce traitement doit être poursuivi pendant 3 à 8 semaines.
Le lavage des surfaces dures de la maison avec une solution d'eau de Javel à base d'hypochlorite de sodium 1:10 est efficace pour tuer les spores, mais il est trop irritant pour être utilisé directement sur les poils et la peau.
Les poils d'animaux domestiques doivent être rigoureusement enlevés de toutes les surfaces de la maison, puis le sac de l'aspirateur, voire l'aspirateur lui-même, doit être jeté lorsque cela a été fait à plusieurs reprises. Il est important d'éliminer tous les poils, car les spores peuvent survivre 12 mois, voire deux ans, sur les poils qui s'accrochent aux surfaces.

#### Bétail
Chez les bovins, une infestation est difficile à guérir, car le traitement systémique n'est pas rentable. Le traitement local à l'aide de composés iodés prend du temps, car il nécessite le grattage des lésions croûteuses. En outre, il doit être effectué avec précaution et à l'aide de gants, pour éviter que le travailleur ne soit infesté.